# Zbiory Sprzętu Ratownictwa Kolejowego w Poznaniu
Zasugerowano, aby zintegrować ten artykuł z artykułem Parowozownia Wolsztyn (dyskusja). Nie opisano powodu propozycji integracji.
Zbiory Sprzętu Ratownictwa Kolejowego – izba muzealna, która zlokalizowana była w Poznaniu, przy ul. Kolejowej 23, na terenach stacji Poznań Główny (lokomotywownia).

## Charakterystyka
Izba powstała w latach 1979–1980 z inicjatywy Bernarda Kramera – kierownika Specjalnego Pociągu Ratunkowego w Poznaniu. Zbiory dotyczyły ratownictwa kolejowego i prezentowane były w dawnym wagonie warsztatowym z 1911 o oznaczeniu 7780 Xk, który był używany jeszcze w latach 70. XX wieku przez służby drogowe PKP. Wagon prawdopodobnie był budowy francusko-belgijskiej. Konstrukcja wskazuje na pochodzenie węgierskie. Wagon wraz ze zbiorami prezentowany był na terenie Lokomotywowni Poznań. Wagon odrestaurowano w 2005 w malowaniu jasnoniebieskim. Został przekazany do Parowozowni Wolsztyn.
Zwiedzenie placówki zaliczało się do zdobycia Odznaki Krajoznawczej PTTK „Znam Polskie Muzea”.